# Orhei rajon
Orhei rajon (rumänska: raionul Orhei) är ett distrikt i centrala Moldavien med en yta på 1 094 km² och cirka 115 800 invånare (2006). Största stad tillika administrativ huvudort är Orhei.
Följande samhällen finns i Orhei rajon:
- Orhei